# Serissa japonica
Serissa japonica es una especie de arbusto perteneciente a la familia de las rubiáceas.  Es nativa de regiones subtropicales y de los bosques y prados húmedos del sureste de Asia, de India y China hasta Japón. Es la única especie de su género Serissa.

## Descripción
Es un arbusto perenne o semiperenne que alcanza los 45-60 cm de altura, con forma ovalada, color verde profundo, más bien de gruesas hojas que tienen un olor desagradable si se rompen (de ahí su nombre foetida). Los tallos se encuentran erguidos con ramas en todas las direcciones y formando una gran cúpula tupida. Se cultiva por su forma ordenada, una buena cobertura de ramas y de florecimiento por largo tiempo. También es apreciado por su áspero tronco de color gris que tiende a ser más claro con la edad.
Tiene flores prácticamente todo el año, pero especialmente a partir de comienzos de primavera a otoño. Las flores son de 4 a 6 lobuladas en forma de embudo y de 1 cm de ancho. En primer lugar, aparecen como yemas de color rosa, pero a su vez tienen una profusión de flores blancas. La fertilización es especialmente importante durante el largo periodo de floración.

## Cultivo
Es uno de los más comunes ⁣⁣bonsáis⁣⁣, sobre todo en Japón. No es difícil de mantener como bonsái, pero es muy quisquilloso. Responde negativamente, con la caída de las hojas, en caso de exceso de riego, si hace demasiado frío, demasiado calor, o incluso si se acaba de mudar a una nueva ubicación.  La planta normalmente crece de nuevo saludablemente cuando se adapta de nuevo a las mejores condiciones. 

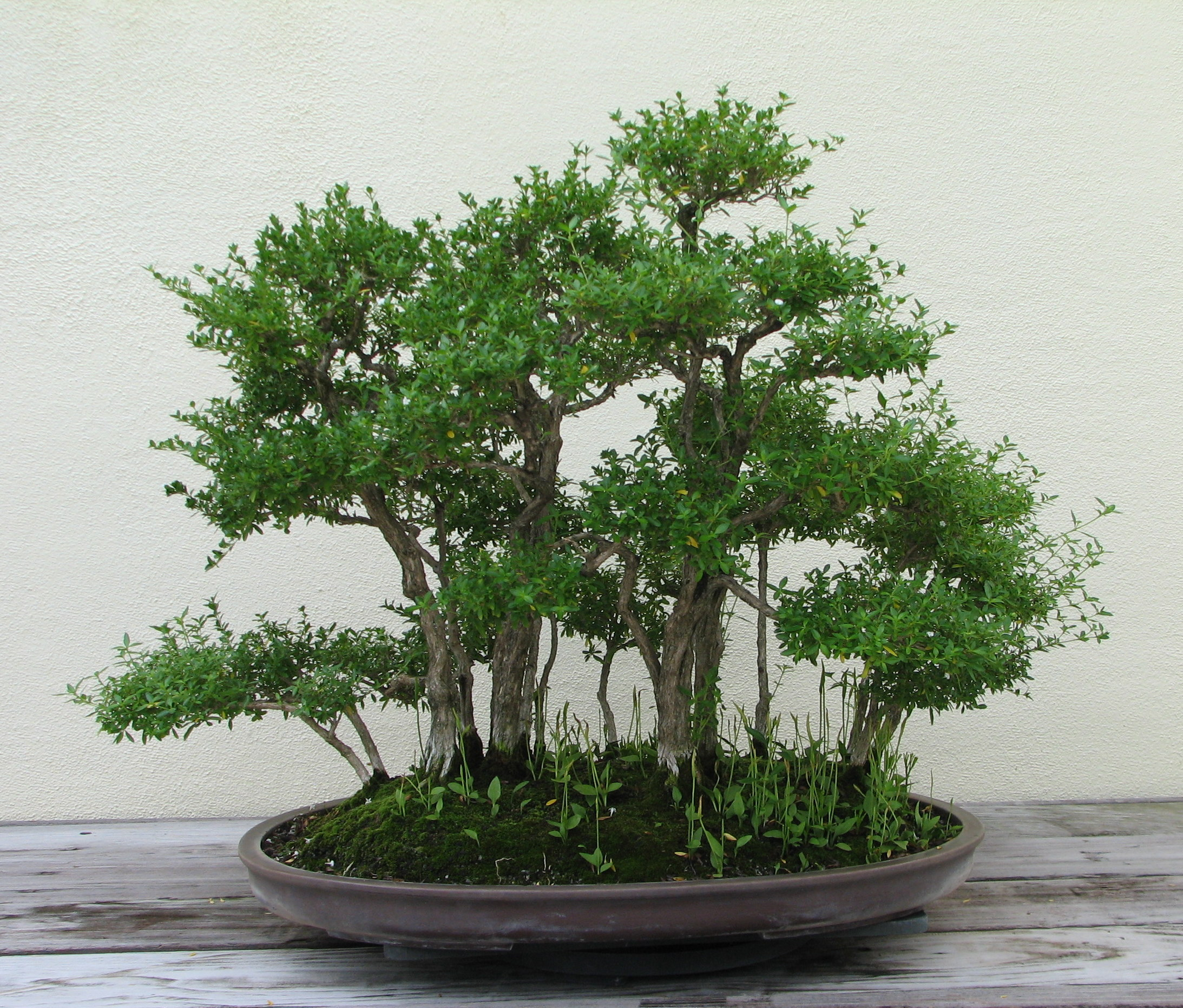
Bonsái.

## Taxonomía
Serissa japonica fue descrita por Carl Peter Thunberg y publicada en Nova Genera Plantarum 9: 132, en el año 1798.
Sinonimia
- Buchozia coprosmoides L'Hér. ex DC.
- Democritea serissoides DC.
- Dysoda fasciculata Lour.
- Dysoda foetida (L.f.) Salisb.
- Leptodermis nervosa Hutch.
- Leptodermis venosa Craib
- Lycium foetidum L.f.
- Lycium japonicum Thunb.	basónimo
- Serissa buxifolia Dum.Cours.
- Serissa crassiramea (Maxim.) Nakai
- Serissa democritea Baill.
- Serissa foetida (L.f.) Lam.
- Serissa foetida var. crassiramea Maxim.
- Serissa foetida f. plena Makino
- Serissa foetida f. pleniflora Makino
- Serissa kawakamii Hayata
- Serissa serissoides (DC.) Druce